# 커리코 커털린
커리코 커털린(헝가리어: Karikó Katalin [ˈkɒrikoː ˌkɒtɒlin][*], 1955년 1월 17일~)은 RNA 매개 매커니즘을 전문으로 하는 헝가리의 생화학자이다. 단백질 치료를 위한 시험관 내 mRNA 연구를 주력으로 하였다. 커리코는 바이오 기업인 바이온텍(BioNTech)의 수석부사장이기도 하다.
커리코의 주요 연구에는 RNA 면역성을 억제하는 뉴클레오사이드 수정 과정을 공동으로 발견하며 RNA 매개 면역 활성화가 대표적 연구이다. 이는 mRNA를 질병 치료에 사용할 수 있는 길을 열어주었다. 커리코는 미국 내에서 비면역성 뉴클레오사이드 변형 RNA에 관한 특허를 보유하고 있다. 또한 2006년부터 2013년까지 RNARx 사의 공동설립자이자 CEO로 활동했다. 자녀인 수전 프런치어는 조정 선수로 올림픽 금메달을 2번 받기도 하였다.
2023년 10월 2일, 드루 와이스먼과 함께 노벨 생리학·의학상을 수상받았다.

## 생애
1990년 펜실베이니아 대학교의 교수였던 커리코는 mRNA 기반 유전자 치료법을 시행하자고 제안하며 최초로 연구보조금 신청을 하였으며, 이후로 mRNA 치료법을 주 연구 분야로 삼았다. 커리코는 거의 25년간 펜실베이니아 대학교의 교수로 재직하였다.
2012년 커리코와 펜실베이니아 대학교의 면역학자인 드루 와이스먼은 mRNA의 항바이러스 면역 반응을 줄이기 위한 뉴클레오사이드 변형 이용법에 대한 특허를 출원하였으며 작은 회사를 설립하였다. 뒤이어 대학교는 지적재산권을 나중에 셀스크립트(Cellscript)라고 부르는 실험실 공급기업 대표인 게리 달에게 팔았다. 수 주 후 모더나를 후원하는 벤처 캐피털 기업인 플래그십 파이오니어링(Flagship Pioneering)이 커리코와 연락하여 특허권을 취득하였다.

## 과학적 기여
커리코의 연구와 작업은 생화학 부분에 기여하였다. 백신 항원을 생산하는 면역 세포를 만들기 위한 바이온텍의 연구에서 커리코의 연구가 mRNA의 항바이러스 반응이 암 백신에 있어 종양 예방에 효과가 있음을 밝혀내었다. 2020년에는 이 기술이 화이자 및 바이온텍에서 공동으로 생산한 코로나19 백신에도 이용되었다.

## 같이 보기
- RNA 백신
- BNT162b2